# New Haven Open at Yale 2013
New Haven Open at Yale 2013 — тенісний турнір, що проходив на відкритих кортах з твердим покриттям. Це був 45-й турнір Connecticut Open. Належав до категорії Premier в рамках Туру WTA 2013. Відбувся в Cullman-Heyman Tennis Center у Нью-Гейвені (штат Коннектикут, США) з 16 до 24 серпня. 

## Учасниці основної сітки в одиночному розряді

### Сіяні учасниці
| Країна     | Гравчиня           | Рейтинг* | Посіяна |
| ---------- | ------------------ | -------- | ------- |
| Італія     | Сара Еррані        | 6        | 1       |
| Німеччина  | Анджелік Кербер    | 8        | 2       |
| Чехія      | Петра Квітова      | 9        | 3       |
| Данія      | Каролін Возняцкі   | 10       | 4       |
| Італія     | Роберта Вінчі      | 12       | 5       |
| США        | Слоун Стівенс      | 17       | 6       |
| Німеччина  | Сабіне Лісіцкі     | 18       | 7       |
| Словаччина | Домініка Цібулкова | 19       | 8       |

- Рейтинг подано станом на 12 серпня 2013

### Інші учасниці
Нижче подано учасниць, що отримали вайлд-кард на вихід в основну сітку:
- Юлія Гергес
- Даніела Гантухова
- Слоун Стівенс

Нижче наведено гравчинь, які пробились в основну сітку через стадію кваліфікації:
- Карін Кнапп
- Моріта Аюмі
- Моніка Пуїг
- Алісон Ріск
- Анна Кароліна Шмідлова
- Стефані Фегеле

Учасниці, що потрапили до основної сітки як щасливий лузер:
- Еліна Світоліна
- Анніка Бек

### Відмовились від участі
До початку турніру
- Маріон Бартолі (завершила кар'єру)
- Магдалена Рибарикова (травма поперекового відділу хребта)
- Уршуля Радванська (вірусне захворювання)

### Знялись
- Сорана Кирстя (травма живота)
- Моріта Аюмі (травма поперекового відділу хребта)
- Пен Шуай (запаморочення)

## Учасниці основної сітки в парному розряді

### Сіяні пари
| Країна            | Гравчиня                | Країна   | Гравчиня               | Рейтинг* | Сіяна |
| ----------------- | ----------------------- | -------- | ---------------------- | -------- | ----- |
| Китайський Тайбей | Сє Шувей                | КНР      | Пен Шуай               | 19       | 1     |
| Іспанія           | Анабель Медіна Гаррігес | Словенія | Катарина Среботнік     | 31       | 2     |
| Індія             | Саня Мірза              | КНР      | Чжен Цзє               | 39       | 3     |
| США               | Лізель Губер            | Іспанія  | Нурія Льягостера Вівес | 39       | 4     |

- Рейтинг подано станом на 12 серпня 2013

### Інші учасниці
Нижче наведено пари, які отримали вайлдкард на участь в основній сітці:
- Даніела Гантухова /  Мартіна Хінгіс

## Переможниці та фіналістки

### Одиночний розряд
Сімона Халеп —  Петра Квітова, 6–2, 6–2.

### Парний розряд
Саня Мірза /  Чжен Цзє —  Анабель Медіна Гаррігес /  Катарина Среботнік, 6–3, 6–4